# Žarko Rakočević
Žarko Rakočević (Srp. ćirica: Жарко Ракочевић; Kolašin, 4. siječnja 1984.) je crnogorski profesionalni košarkaš. Igra na poziciji krilnog centra, a trenutačno je član beogradskog Partizana. 
Od 2002. do 2008. igrao je u redovima podgoričke Budućnosti.  U NLB ligi je za Budućnost prosječno postizao 8 poena za 16 minuta provedenih na parketu. Iako je imao mnogo ponuda od klubova iz Španjolske, Grčke, Rusije i UUkrajine, on se odlučuje za ponudu španjolskog Real Madrida. Odlazi u Real na tromjesečnu posudbu, a ako bi zadovoljio madrižani bi s njim potpisali višegodišnji ugovor. Nakon isteka tromjesečne posudbe natrag se je vratio u Budućnost. Na poziv beogradskog Partizana odlazi iz kluba i potpisuje kao peti igrač koji je u ljetnom prijelaznom roku prešao u redove srpskog prvaka. S Partizanom je osvojio Kup Radivoja Koraća 2009. godine.

## Vanjske poveznice
- Profil na NLB.com